# Lista de impérios americanos
Esta e uma lista que mostra os impérios que já existiram na América, sem serem impérios coloniais.

## Os Impérios
| Título                     | Mapa        | Simbolo                  | Duração                | Início                                                                    | Dissolução                                                                                          | Atualmente                                    |
| -------------------------- | ----------- | ------------------------ | ---------------------- | ------------------------------------------------------------------------- | --------------------------------------------------------------------------------------------------- | --------------------------------------------- |
| Império Brasileiro         |             |                          | 1822 - 1889            | Independência do Brasil                                                   | Proclamação da república através de um golpe militar de estado                                      | Brasil Uruguai                                |
| Império Mexicano           |             |                          | 1821 - 1823            | Independência de México                                                   | Primeira Proclamação da república                                                                   | México Estados Unidos                         |
| Império Mexicano           | 1864 - 1867 | Instauração da monarquia | A Morte de Maximiliano |                                                                           | | México Estados Unidos                         |
| Império Haitiano           |             |                          | 1804 - 1806            | Independência do Haiti                                                    | Assassinato de Jaques I por parte de republicanos                                                   | Haiti                                         |
| Império Haitiano           |             | 1849 - 1859              | Golpe de Faustino      | Golpe de estado abolindo a monarquia                                      | | Haiti                                         |
| Império Inca               |             |                          | 1438 - 1533            | Subida de Pachacuti ao trono                                              | Destruição por parte dos espanhóis                                                                  | Peru Equador Colômbia Chile Bolívia Argentina |
| Império Maia               |             | ?                        | ?? - ??                | União dos Reinos da America Central                                       | Desconhecida, muitas tribos maias se expalharam pelas americas se misturando e deixando de existir. | Guatemala Belize México                       |
| Império Azteca             |             |                          | 1325 - 1521            | União de reinos                                                           | Conquista por parte de Hernan Cortés                                                                | México                                        |
| Império de Tiauanaco-Huari |             | ?                        | 700 - 1250             | União de varias cidades-estados do povo Huari e Tiauanaco em um só estado | Abandono de varias pessoas devido a mudança do clima que tornou muito dificil a sobrevivencia.      | Peru Chile Bolívia                            |